# Tập đoàn CRP
CRP Group là một tập đoàn công nghiệp chuyên về sản xuất đắp dần của Ý, tạo mẫu nhanh và các dịch vụ gia công chính xác cho xe thể thao, ô tô, không gian, du thuyền, thiết kế, y khoa và các ngành UAV. Trong lĩnh vực ô tô, Tập đoàn CRP đã xây dựng xe máy điện từ năm 2014 thông qua công ty khởi nghiệp Energica Motor Company, một thành viên của tập đoàn.
Đến năm 2015, Tập đoàn CRP bao gồm CRP Technologies, CRP Racing, CRP USA,  Energica Motor Company, CRP Engineering, CRP Meccanica và CRP Service.

## Lịch sử
Tập đoàn CRP được thành lập năm 1970 bởi Roberto Cevolini & C. snc. Công ty là nhà cung cấp dịch vụ gia công hợp đồng, chủ yếu trong lĩnh vực xe thể thao và sản xuất linh kiện cho xe đua F1. Năm 2000, kết hợp với Đội Minardi, trên chiếc Minardi M02, công ty đã giới thiệu hộp số F1 đầu tiên được sản xuất bằng cách đúc nhanh titan, một giải pháp sau này cũng được các đội khác sử dụng.
Vào năm 2002, Roberto Cevolini & C. đã phát triển hơn 50 nhân viên và một bộ phận công nghệ nội bộ mới được thành lập:  CRP Technology. Bộ phận này được lãnh đạo bởi con trai của Roberto, Franco Cevolini, một chuyên gia kỹ thuật vật liệu. Bộ phận này đã phát triển các nghiên cứu và phát triển các nguyên liệu và công nghệ tạo mẫu nhanh, tạo ra dòng vật liệu Windform.
Năm 2003, CRP Technology được thành lập với tư cách là một công ty, bao gồm cả Roberto Cevolini & C. trong tổ chức của mình. Mảng kinh doanh cốt lõi của nó vẫn là gia công chính xác, sản xuất đắp dần và phân phối trên toàn thế giới các vật liệu Windform.
Năm 2006, công ty khởi xướng CRP Racing, tham gia đua motor 125 phân khối ở giải Honda Trophy và Giải đua xe mô tô trên đường Ý (Campionato Italiano Velocità)), với những tay đua trẻ được tuyển dụng bởi các nhân viên kỹ thuật từ MotoGP.
Trong năm 2009 CRP Racing đã bắt đầu xây dựng một chiếc xe máy đua điện, eCRP, cạnh tranh trong TTXGP[./CRP_Group#cite_note-13 [13]] và e-Power chức vô địch, chiến thắng giải vô địch châu Âu, và danh hiệu Vice-World Champion của TTXGP.
CRP USA được thành lập tại Mỹ vào năm 2008. CRP USA cung cấp dịch vụ sản xuất đắp dần, dịch vụ in 3D và phân phối các vật liệu Windform trên thị trường Mỹ. CRP USA có trụ sở tại Bắc Carolina. CRP USA xây dựng các bộ phận bằng cách sử dụng vật liệu Windform trong không gian, xe thể thao, giải trí, công nghiệp ô tô và công nghiệp quốc phòng.
Vào tháng 7 năm 2010, CRP Technology đã thành lập ba công ty mới: CRP Engineering, CRP Meccanica và CRP Service.